# 青铜峡市
青铜峡市位于中华人民共和国宁夏回族自治区北部，是吴忠市代管的一個县級市。1967年建青铜峡水库。

## 历史
西汉初年在今邵岗镇西部设灵武县，清雍正二年（1724年）设宁朔县，县署设在宁夏府城。1932年，县署迁至今永宁县望洪镇，1941年迁至今青铜峡市瞿靖镇，1943年移驻小坝堡（今青铜峡市区）。1960年8月15日撤销金积、宁朔县，建立青铜峡市。1963年改县，1984年复设青铜峡市。
1990年代后，逐渐形成了宁夏最大的黄河滩涂湿地生态系统（青铜峡水库区自然保护区），还形成了多个湖泊和湖心岛屿百鸟滩。

## 地理
青铜峡市位于宁夏平原中部，境內有黃河流經。现有耕地面积50万亩。

## 行政区划
青铜峡市下辖1个街道办事处、8个镇：
裕民街道、小坝镇、大坝镇、青铜峡镇、叶盛镇、瞿靖镇、峡口镇、邵岗镇、陈袁滩镇和树新林场。

## 交通
- 包兰铁路
- 109国道、 110国道
- 201省道

## 人口
根据(中国)宁夏回族自治区第七次全国人口普查公报显示：青铜峡市常住人口为244309人，男性占比51.11%，女性占比48.89%，年龄结构中0-14岁占比16.54%，15-59岁占比66.26%，60岁以上占比17.21%，65岁以上占比12.39%。
总人口26.1万人，城市人口7.97万人

## 风景名胜
- 一百零八塔
- 牛首山寺庙群
- 青铜峡水库
- 中华黄河楼